# Екзомарс
Екзомарс (на английски: ExoMars) е комплексна мисия до Марс изпратена да търси наличието на биосигнатури от марсиански живот от миналото или настоящето. Астробиологичната мисия се разработва от Европейската космическа агенция в сътрудничество с Федералната космическа агенция. Представлява роботизирана мисия, която трябва да осигури на Европейския съюз нови технологии за изследване на Марс, по-специално на системите за навлизане, спускане и приземяване, на кораба, неговия свредел и приготвянето на пробите и системите за разпредение. Мисията започва като част от програмата Аврора на ЕКА и комбинира технологичното развитие с изследване на главните научни интереси.